# 227事件

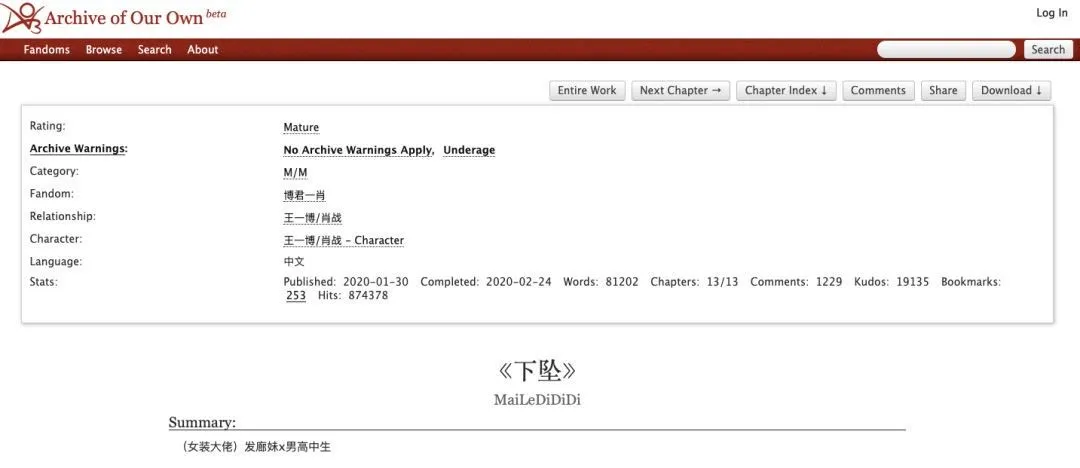
Archive of Our Ownに投稿された『下坠』。事件の発端となった同人小説。

227事件（227じけん）は、2020年に中華人民共和国のインターネット上で起こった、肖戦（シャオ・ジャン）のファンとArchive of Our Ownユーザーなど同人ファンらとの間の騒動である。実在の俳優肖戦を性別違和のセックスワーカーとして描いた同人小説に反発した肖戦のファンがこの小説の通報を開始し、直後に小説の投稿先であったArchive of Our Ownがアクセス不可になった。サイトの遮断を受けてプラットフォームユーザーや同人ファンが、肖が広告を務めるブランドへのボイコットを呼びかけた。
肖戦事件などとも呼ばれる。

## 経緯

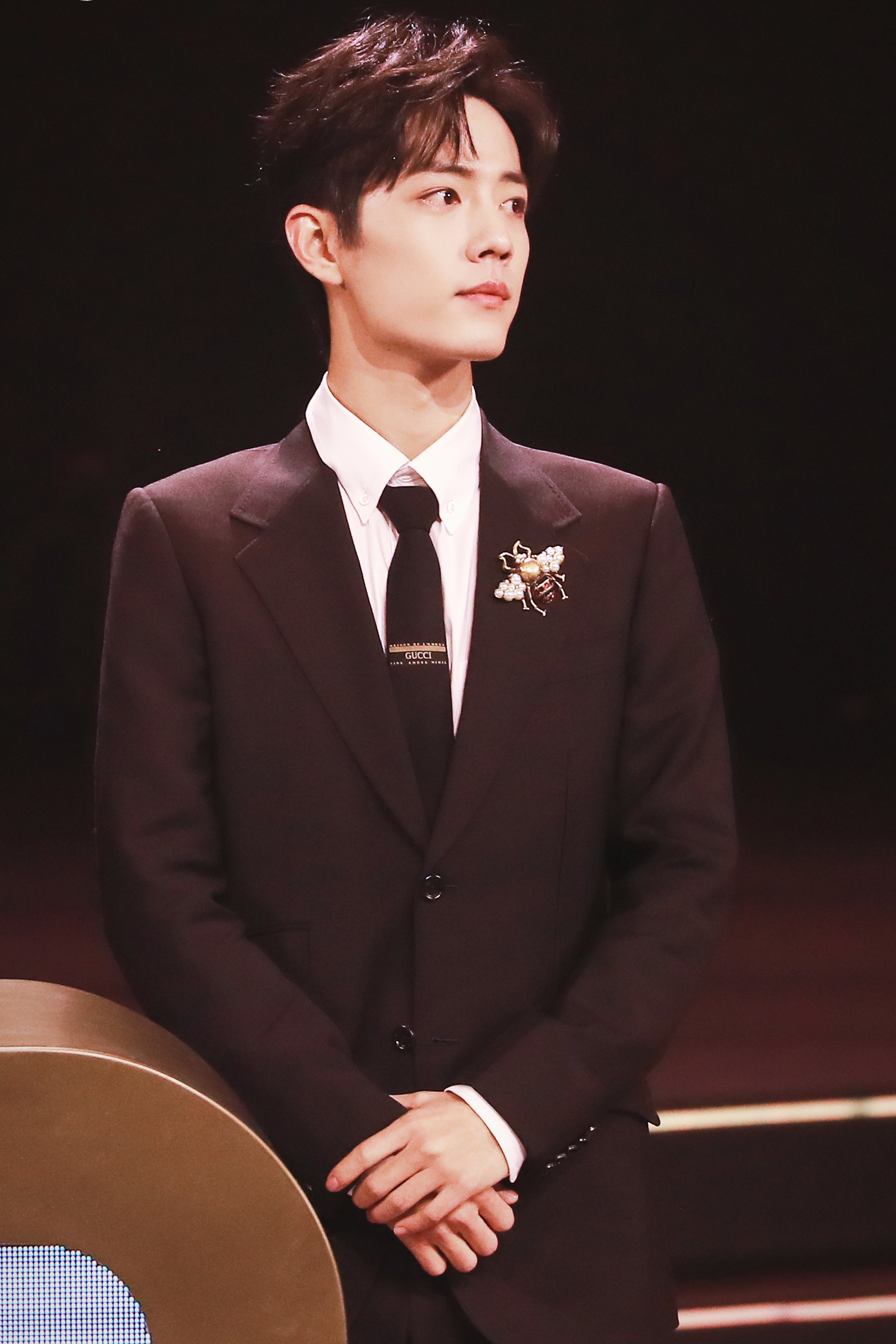
歌手で俳優の肖戦。2019年のドラマ『陳情令』で強い人気を得た。

2020年1月30日、Archive of Our Ownのユーザー「迪迪出逃记」が肖戦と王一博を主人公とする同人小説『下坠』の連載を始めた。肖と王は実在する俳優であり、『下坠』では2人の名をそのまま用いて、肖は性別違和のセックスワーカー、王は肖に想いを寄せる男子高校生として描かれていた。2人は前年、ボーイズラブ小説『魔道祖師』を原作とするドラマ『陳情令』で主役を務めていた。ボーイズラブの要素を含む原作とは違い、『陳情令』では肖と王演じる主人公2人は友人の関係に変えられていた。
2月24日、作者が『下坠』の12および13章のリンクを新浪微博に投稿した。26日、肖のファンがこの作品にポルノ描写が含まれていると指摘した。肖のファンらは微博上で、作者とテーマイラストを描いたユーザー「一只汐哥哥」および「一个执白」が肖を侮辱していると非難した。肖のファングループ内で大きな影響力を持つユーザー「来碗甜粥吗」と「巴南区小兔赞比」は作者とイラスト提供者の通報の先頭に立ち、多数の肖のファンが「未成年ポルノ」であるとして中国当局に通報した。29日、Archive of Our Ownが中国本土で遮断された。
Archive of Our Ownの遮断によってネットユーザー間の論争が起こった。二次創作、特に性描写を含むものは「隠すべきもの」で「仲間を告発しない」という規範が、Archive of Our Ownのユーザーなど同人ファンらの間では暗黙の了解として存在していた。性描写は、同国の厳しい検閲事情により違法な表現とみなされかねないためである。また通報により、Archive of Our Ownだけでなくbilibiliの一部コンテンツなど（澎湃新聞によれば同性愛的なもの）も削除された。これらに不満を持った同人・男性同性愛カップリング（CP）ファンらプラットフォームユーザーは肖が契約したり宣伝したりしているブランドへのボイコットを呼びかけた。国際的な高級ブランドのエスティローダーやピアジェ、カルティエなどもその対象になった。肖のファンによる通報に反発した同人ファンらのこれらの行為は「227大団結」と呼ばれている。
3月1日、肖のマネジメント事務所「肖戦工作室」が微博で、公共のリソースをコロナ禍に浪費し社会に迷惑をかけたとする謝罪文を公表した。

## 事件後の肖戦とファン
肖は2019年のドラマ『陳情令』の出演で高い人気を得たが、この騒動でキャリアが不安視された。事件後の4月、突如として肖の新曲「光点」が公開された。肖の将来を危惧した肖のファンによって、ハイペースで曲が購入された。2日間で2000万枚以上が販売され、中国において最速で売れたデジタルトラックとしてギネス世界記録にもなった。曲を複数回購入するファンもいたが、肖戦工作室は微博に、ファンに対して学業や仕事、生活にも気を配るよう促すメッセージを投稿した。